# R c. Ladouceur
Décision
Une interpellation policière aléatoire constitue une «détention arbitraire» au sens de l'article 9 de la Charte canadienne des droits et libertés, mais peut être justifiée en vertu de l'article 1 de la Charte si elle vise à améliorer la sécurité routière.
Jugement complet
https://decisions.scc-csc.ca/scc-csc/scc-csc/fr/item/614/index.do
L’arrêt  R c. Ladouceur est un arrêt de principe de la Cour suprême du Canada sur la constitutionnalité des contrôles routiers aléatoires effectués par la police. La Cour a jugé que les contrôles aléatoires violaient le droit de ne pas être détenu ou emprisonné arbitrairement en vertu de l’ article 9 de la Charte canadienne des droits et libertés. Toutefois, la violation a été jugée justifiée en vertu de l’article 1, car elle constituait une forme valable de dissuasion pour un problème urgent de sécurité routière.

## Contexte
Gérald Ladouceur a été arrêté par la police dans le cadre d'un contrôle routier aléatoire le 27 avril 1982. La police a découvert qu'il conduisait avec un permis suspendu. Il a été reconnu coupable de conduite sans permis.
En appel, Ladouceur conteste la disposition du Highway Traffic Act(Code de la route) de l'Ontario qui autorise les policiers à effectuer des contrôles routiers aléatoires comme étant une violation des articles 7, 8 et 9 de la Charte canadienne des droits et libertés. Plus précisément, Ladouceur en a contre l'article 189a (1), selon lequel :
Le 13 juin 1983, le juge Bordeleau de la Cour provinciale rejette l'appel de Ladouceur, statuant que toute atteinte aux droits garantis par la Charte serait de toute façon justifiée en vertu de l'article 1. Cependant, le 8 avril 1987, la Cour d'appel conclue, à majorité de 2 contre 1, que le pouvoir des agents de police d’interpeller des automobilistes aléatoirement constitue bien une détention arbitraire au sens de l’article 9 de la Charte et que cette atteinte ne peut se justifier en vertu de l’article 1 de la Charte. Elle refuse toutefois d'invalider l'article 189a (1), préférant plutôt limiter la portée de cet article aux interpellations ayant lieu dans le cadre de programmes structurés ou pour des motifs précis. Elle conclut également que les aveux de Ladouceur aux policiers selon lesquels il savait que son permis était suspendu ne doivent pas être écartés de la preuve, jugeant que les policiers avaient agis de bonne foi.
De son côté, le juge dissident conclut, citant l'arrêt R. c. Dedman de la Cour Suprême, que les détentions arbitraires en vertu de l'article 189a (1) peuvent être justifiées selon l’article 1 de la Charte.

## Motifs de la décision de la Cour
Le 31 mai 1990, la Cour suprême annule la décision de la Cour d'appel par 5 voix contre 4.
Le juge Cory, écrivant au nom de la majorité, confirme la condamnation. Il conclut qu'il y avait clairement violation de l'article 9 puisque les motifs de l'interpellation étaient entièrement à la discrétion de la police et entièrement arbitraires. En outre, le refus de se soumettre à la détention comportait de lourdes sanctions.
Il conclut également que le simple fait d’arrêter un conducteur ne constitue pas une «fouille» ou une «saisie» et ne viole donc pas l’article 8. Enfin, Cory déclare qu'il n'est pas nécessaire de déterminer s’il y a eu violation de l’article 7, étant donné qu’il est déjà établi qu'il y a eu violation de l’article 9.
La violation de l’article 9 est justifiée, selon Cory, comme une limitation raisonnable au sens de l’article 1, le gouvernement ayant réussi à établir qu’il existait un objectif urgent et substantiel d’accroître la sécurité routière et que les interceptions aléatoires constituaient un moyen efficace d’atteindre cet objectif par la dissuasion. Cette position est également étayée par des preuves de son efficacité dans d’autres pays. Cory souligne en outre que les interpellations en vertu de l'article 189a (1) ne peuvent avoir lieu que pour «des motifs relatifs à la conduite d'une automobile comme la vérification du permis de conduire, des assurances et de la sobriété du conducteur et de l'état mécanique du véhicule».
En dissidence, le juge Sopinka, rejoint par le juge en chef Dickson et les juges Wilson et La Forest, rejette l'idée que la violation de l'article 9 soit justifiée en vertu de l’article 1 de la Charte. Tout en reconnaissant qu'il peut être justifié de détenir arbitrairement des automobilistes dans le cadre d'un programme d'interpellations structuré, il considère que l'autorisation des interpellations aléatoires constitue «la goutte qui fait déborder le vase». Sopinka s'inquiète du fait que «l'interception au hasard d'un véhicule au cours d'une patrouille permettrait à un agent de police d'intercepter n'importe quel véhicule, n'importe quand, n'importe où» y compris pour un caprice. Il met en doute l'idée selon laquelle les interpellations justifiées pourraient être distinguées des interpellations sans raison valable, soulignant qu'un policier n'aurait qu'à dire qu'il appliquait l'article 189a (1) pour que ses actions soient jugées légitimes.

## Remise en cause
Le 25 octobre 2022, dans le cadre d'une poursuite pour profilage racial d'un étudiant montréalais, le juge Michel Yergeau de la Cour supérieure du Québec déclare invalide l’article 636 du Code de la sécurité routière du Québec, qui autorisait les policiers à mener des interpellations aléatoires, considérant que celui-ci viole les articles 7, 9 et 15(1) de la Charte et que cette violation n'est pas justifiée en vertu de l'article 1. Il reconnaît que sa conclusion contredit l'arrêt Ladouceur, mais statue que les critères définis dans l'arrêt Canada (Procureur général) c. Bedford, permettant à un tribunal de se soustraire à la jurisprudence d'une ancienne décision de la Cour Suprême qu'il juge invalide, sont réunis en raison de l'évolution de la compréhension du profilage racial depuis l'arrêt Ladouceur. Le 25 novembre 2022, le gouvernement du Québec annonce faire appel de cette décision.
Le 23 octobre 2024, la Cour d'appel du Québec confirme à l'unanimité la décision du juge de première instance. Elle refuse cependant de confirmer ou d'infirmer la conclusion du juge de première instance selon laquelle la loi viole l'article 7 de la Charte, jugeant, comme la Cour suprême dans l'arrêt Ladouceur, qu'il n'est pas nécessaire de déterminer si l'article 7 est violé du moment que l'article 9 est violé,. Le 5 décembre 2024, le gouvernement du Québec annonce contester en Cour suprême le jugement de la Cour d'appel.
Le 31 mars 2025, le juge Stéphane Sansfaçon de la Cour d’appel du Québec accepte de suspendre partiellement l'interdiction des interpellations aléatoires le temps que la Cour suprême se prononce. Il limite toutefois l'autorisation des interpellations aléatoires aux contrôles visant à dépister la consommation de substances au volant et aux contrôles effectués par les contrôleurs routiers en matière de transport de personnes et de marchandises, jugeant que « le maintien en vigueur de la mesure [dans sa totalité] est susceptible d’avoir, durant l’appel à la Cour suprême, des répercussions négatives sur les personnes noires beaucoup plus importantes que les bénéfices pour la population en général découlant [de son application] durant cette période ». Le 1er mai 2025, la Cour suprême accepte d'entendre l'appel du gouvernement du Québec.